# Ligne de La Châtre à Guéret
La ligne de La Châtre à Guéret est une ancienne ligne de chemin de fer française à écartement normal et à voie unique partiellement déclassée. Elle reliait La Châtre, dans le département de l'Indre, en région Centre-Val de Loire à Guéret, dans le département de la Creuse, en région Limousin.
Elle constitue la ligne no 698 000 du réseau ferré national.

## Histoire

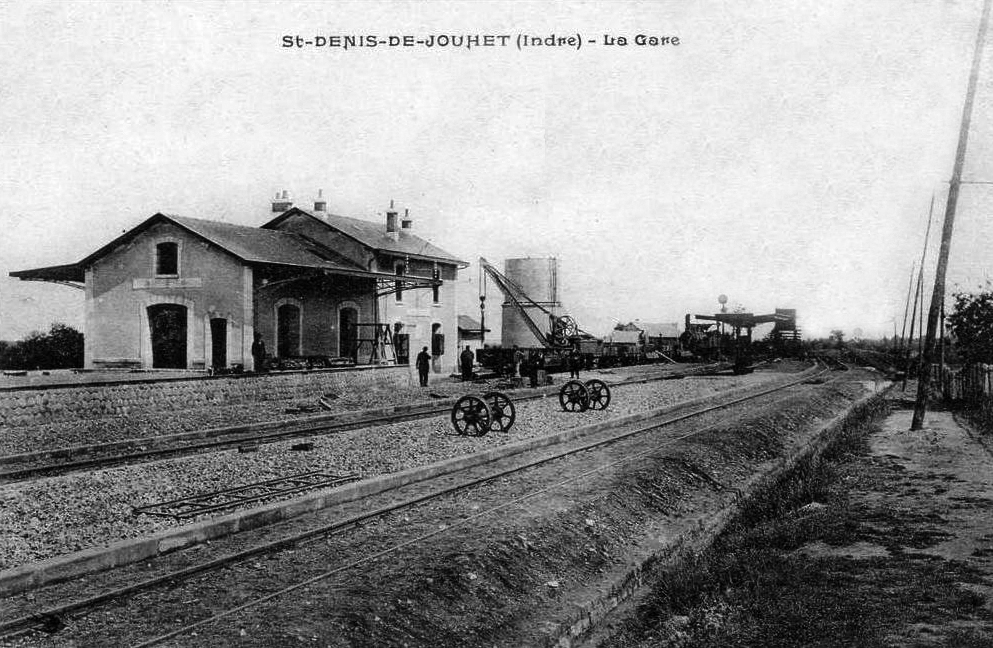
La gare de Saint-Denis-de-Jouhet, vers 1900.

Cette ligne avait été concédée à titre éventuel à la Compagnie du chemin de fer de Paris à Orléans (PO), le 20 mars 1893. Elle a été déclarée d'utilité publique, comme ligne d'intérêt général, le 16 décembre 1896 rendant ainsi la concession définitive.
Elle a été ouverte à l'exploitation, par le PO ainsi que ses dix stations intermédiaires et ses deux haltes, le 1er juillet 1906.
La Société nationale des chemins de fer français (SNCF) a mis fin au trafic des voyageurs, sur l'ensemble de la ligne, le 1er juillet 1939.
Le service des marchandises a été supprimé, entre l'embranchement des carrières de la Graule (près d'Aigurande) et la bifurcation du Teilloux (près de Guéret), le 18 mai 1952. 
Le service des marchandises a été assuré jusqu'au 1er avril 1987, du fait de l'exploitation des carrières et des transports d'animaux, pour l'abattoir d'Aigurande, sur la section de La Châtre à l'embranchement des carrières de la Graule via Aigurande.
La ligne fut déclassée de La Forêt-du-Temple à Guéret (PK 330,440 à 371,952), le 26 juillet 1969 ; de Lourdoueix-Saint-Pierre à La Forêt-du-Temple (PK 326,200 à 330,440), le 22 août 1990 et de La Châtre à Aigurande (PK 300,347 à 326,200), le 20 mars 1995.

## Tracé et profil
Ligne à voie unique et à écartement normal, non électrifiée et au mauvais profil, les déclivités atteignaient 25 ‰.
Les principaux ouvrages d'art sont quatre viaducs :
- Le viaduc de la Glane à Saint-Fiel qui franchit la vallée de la Naute (152,2 m et 12 arches) ;
- Le viaduc de Glénic (202,10 m et 16 arches) sur la Creuse ;
- Le viaduc de Genouillac (208,60 m et 16 arches) qui enjambe la Petite Creuse ;
- Le viaduc de la Vauvre dans le département de l'Indre.

### Gares ferroviaires

#### Gare en service
- Guéret

#### Gares fermées ou désaffectées
- La Châtre
- La Chaussée
- Saint-Denis-de-Jouhet
- Crozon - La Buxerette
- Aigurande
- Nouziers - La Forêt
- Mortroux - Moutier
- Genouillac - Châtelus
- Bonnat
- Champsanglard
- Jouillat
- Glénic
- Saint-Fiel

## Dessertes
Aujourd'hui, une courte section de la ligne est en service, entre un dépôt d'hydrocarbures, et la gare de Guéret exploitée comme installation terminale embranchée. 